# Sejm sandomierski 1500
Sejm sandomierski 1500 – Sejm walny Korony Królestwa Polskiego został zwołany w sierpniu  1498 roku, na 16 października do Sandomierza.
Sejmiki ziemskie i generalne odbyły się we wrześniu 1500 roku.